# Сурјан
Сурјан је насељено мјесто у општини Мркоњић Град, Република Српска, БиХ. Према попису становништва из 1991. у насељу је живјело 524 становника.

## Географија
Налази се на надморској висини од 568 метара. Село се данас налази у оквиру мјесне заједнице Шеховци.

## Становништво
Према службеном попису становништва из 1991. године, село Сурјан је имало 524 становника. Срби су чинили 99% од укупног броја становника.
| Националност       | 1991. | 1981. | 1971. | 1961. |
| Срби               | 523   | 894   | 1.119 | 1.316 |
| Југословени        |       | 5     |       |       |
| Муслимани          |       |       | 3     |       |
| Хрвати             | 1     |       | 2     | 4     |
| остали и непознато |       | 2     | 6     | 4     |
| Укупно             | 524   | 901   | 1.130 | 1.324 |